# Kragujevac
Kragujevac (în sârbă Крагујевац, în română Crăguiova) este unul din marile orașe ale Serbiei, fiind capitala regiunii Šumadija.  Kragujevac este al patrulea oraș al țării după Belgrad, Novi Sad și Niš.  Este situat pe râul Lepenica.
Fondat în anul 1476, orașul Kragujevac este cunoscut mai ales pentru uzinele sale care produc autovehicule, arme și muniții.  Automobilele din seria Yugo, (Yugo Florida fiind varietatea cea mai cunoscută), Zastava 10 (Fiat Punto, după licență FIAT) și Sklala sunt produse aici.
Universitatea din Kragujevac a fost înființată în 1976. Prima universitate a Serbiei independente de la începutul secolului al 19-lea a fost fondată tot în Kragujevac, dar în 1838. Alte instituții notabile înființate tot atunci au fost prima Școală de Gramatică (de fapt un Gimnazija) și tipografia (ambele în 1833), teatrul (în 1834) și Școala militară (în 1837).  Între 1818 și 1839 Kragujevac a fost capitala Domeniului Serbia, în timpul domniei prințului Miloš Obrenović.

## Personalități născute aici
- Milan Obrenović II⁠(d) (1819 - 1839),  prinț al Serbiei;
- Mihailo Obrenović al III-lea (1823 - 1868), prinț al Serbiei;
- Jovan Ristić (1831 - 1899), politician;
- Radomir Putnik (1847 - 1917), mareșal;
- Dušan Simović⁠(d) (1882 - 1962), general;
- Dragoslav Srejović (1931 - 1996), arheolog;
- Nataša Kandić (n. 1946), activistă;
- Tomislav Nikolić (n. 1952), politician;
- Predrag Đorđević⁠(d) (n. 1972), fotbalist;
- Marija Šestak⁠(d) (n. 1979), atletă;
- Raško Katić⁠(d) (n. 1980), baschetbalist;
- Danko Lazović (n. 1983), fotbalist;
- Marija Šerifović (n. 1984), cântăreață;
- Katarina Bulatović (n. 1984), handbalistă;
- Nemanja Pejčinović (n. 1987), fotbalist;
- Nenad Tomović⁠(d) (n. 1987), fotbalist;
- Luka Milivojević (n. 1991), fotbalist;
- Filip Kostić (n. 1992), fotbalist;
- Filip Holender⁠(d) (n. 1994), fotbalist.